# Amilcare Rotta
Amilcare Rotta (Dovera, 1º novembre 1911 – Lodi, 17 agosto 1981) è stato un bobbista e dirigente sportivo italiano.
Fu il secondo presidente della Federazione internazionale di bob e toboga (FIBT), in carica dal 1960 al 1980.

## Biografia
Nell'anno accademico 1934-1935 si laureò in giurisprudenza all'Università di Pavia con una tesi sugli Statuta vetera Laudae (Antichi statuti di Lodi) di cui fu relatore Pietro Vaccari; in seguito esercitò la professione di notaio a Lodi.
In gioventù praticò molteplici discipline sportive, fra cui il pugilato, il canottaggio e la scherma, ma ottenne i migliori risultati con il bob, vincendo due Campionati italiani di bob nel 1940 e 1949 con il bob a quattro.
Fin dal 1945 fu consigliere della società Canottieri Adda 1891 di Lodi.
Al termine della carriera sportiva agonistica, divenne presidente della Federazione Italiana Bob (parte della Federazione italiana sport invernali) dal 1952 al 1960, anno in cui - a seguito del rifiuto del Comitato organizzatore delle Olimpiadi invernali di Squaw Valley 1960 di costruire una pista da bob in California, presiedette l'organizzazione dell'evento straordinario dei Campionati mondiali di bob 1960 a Cortina d'Ampezzo, che permise lo svolgimento delle gare di bob nonostante il rifiuto dei Giochi statunitensi.
Sempre nel 1960 Rotta succedette al conte francese Renaud de la Frégeolière come presidente della Federazione internazionale di bob e toboga.
Ai Campionati mondiali di bob 1961 Rotta fu duramente criticato dopo che, pur essendosi svolte, la terza e quarta manche del bob a quattro furono annullate a seguito delle mutate condizioni climatiche: a seguito della decisione, la medaglia d'oro fu assegnata all'equipaggio di Eugenio Monti.
Quando il bob italiano pilotato da Eugenio Monti con Luciano De Paolis vinse la vittoria della medaglia d'oro olimpica a Grenoble 1968 con tempo totale ex aequo con l'equipaggio di Germania ovest-1, Rotta propose di cambiare la regola dell'assegnazione della medaglia all'equipaggio con la discesa più veloce, "anche se non succederà più che qualcuno finisca alla pari dopo quattro discese". Tuttavia, proprio grazie al cambio della regola, l'Italia vinse di nuovo la medaglia d'oro ex aequo con il Canada alle Olimpiadi di Nagano 1998.
Nel 1971 nominò segretario generale della FIBT Ermanno Gardella, che rimase in carica fino al 2012 e contribuì a mantenere il bob nel programma olimpico e far reintrodurre nel 2002 lo skeleton fra le discipline olimpiche.
Nel 1972 fu contattato dal Comitato organizzatore dei XII Giochi olimpici invernali, che in origine avrebbero dovuto tenersi a Denver nel Colorado (Stati Uniti d'America): a seguito di un'errata stima dei costi, vennero proposte modifiche al programma, fra cui quelle del bob; Rotta rispose che era impensabile rinunciare alle gare del bob a quattro, facendo così esplodere lo scandalo della mancata organizzazione di Denver (le Olimpiadi del 1976 furono poi assegnate ad Innsbruck).
Fu membro della Commissione tripartita del Comitato Olimpico Internazionale (CIO) dal 1974 al 1976 fino a quando la malattia lo costrinse a dimettersi dal CIO.
A causa delle cattive condizioni di salute fu costretto al pensionamento nel 1978, sostituito ad interim da Klaus Kotter (eletto poi nel 1980). Nel 1981 fu nominato presidente onorario della FIBT, ma pochi mesi dopo morì all'età di 69 anni.